# Prunus choreiana
Prunus choreiana — вид квіткових рослин з родини трояндових (Rosaceae). Ареал охоплює такі країни: Корея Північна й Південна.

## Середовище
Це кальцефільна рослина (їй підходить вапняний ґрунт). Цей вид зустрічається на висотах від 200 до 400 метрів.